# Association Valentin-Haüy au service des aveugles et des malvoyants
Pour les articles homonymes, voir AVH (homonymie).
 (février 2022).
L’association Valentin-Haüy au service des aveugles et des malvoyants (« Haüy » /a.y.i/), créée en 1889 par Maurice de La Sizeranne et reconnue d’utilité publique en 1891, est une association qui a pour vocation d’aider les aveugles et les malvoyants à sortir de leur isolement, et de leur apporter les moyens de mener une vie normale.
L’action de l’association s’appuie sur plus de 3 200 bénévoles, dont environ 2 870 en régions, et 426 salariés, voyants ou handicapés visuels.

## Histoire

### Jusqu'auXVIIIesiècle
Jusqu'au XVIIIe siècle, l’histoire des aveugles se confond avec celle de tous les autres exclus. Les moins favorisés mendient ou vivent d’expédients.
C’est la publication par Diderot, le 9 juin 1749, de sa Lettre sur les aveugles à l’usage de ceux qui voient, ouvrage évoquant notamment le mathématicien aveugle Nicholas Saunderson, qui va changer l’image des aveugles dans la société. 
Et ce n’est que trente-six ans plus tard, en 1785, que la première école pour aveugles est fondée par Valentin Haüy (1745-1822).

### La première école pour aveugles

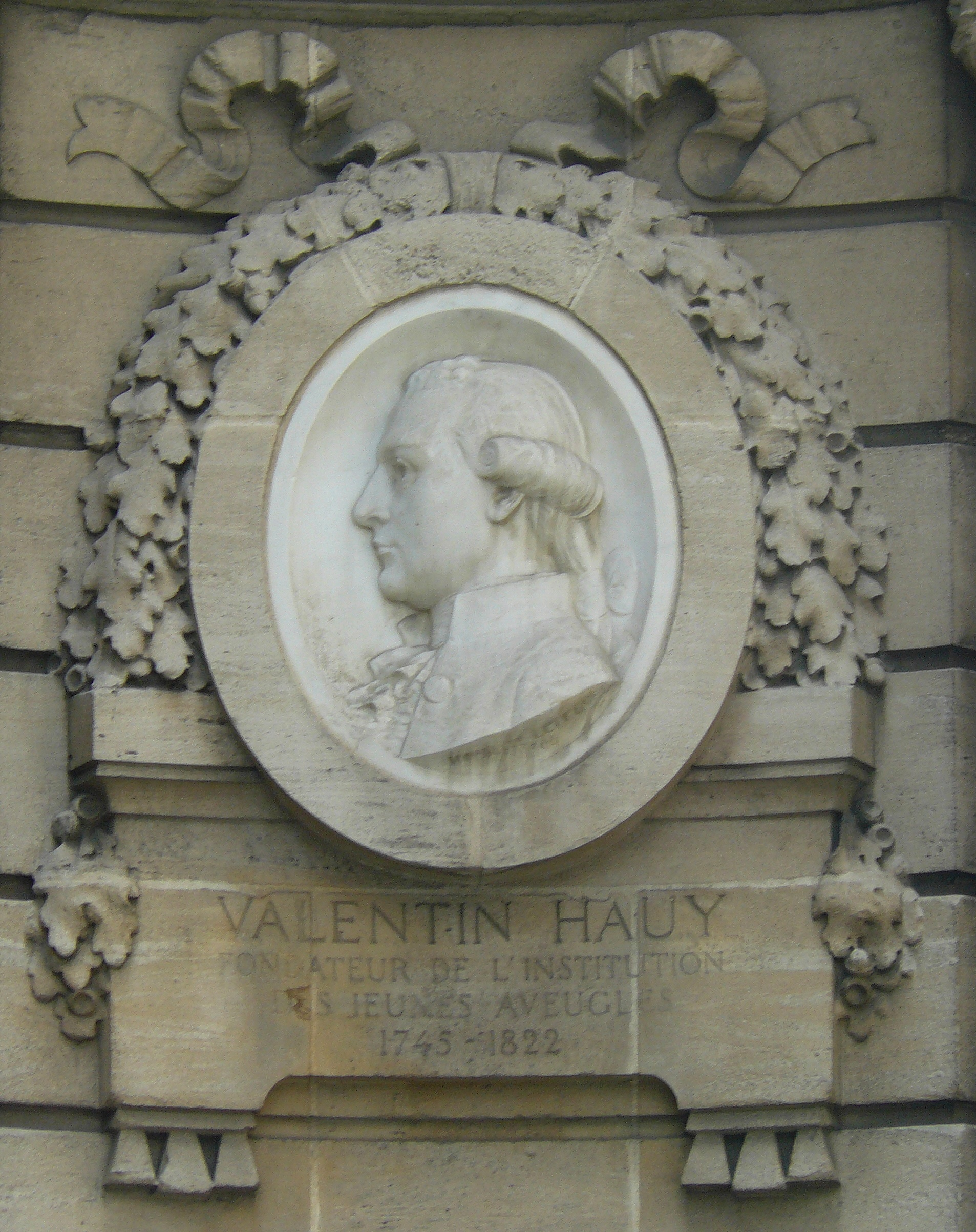
Valentin Haüy sur la fontaine du puits de Grenelle, place Georges-Mulot à.

Valentin Haüy, homme de lettres pratiquant outre le latin, le grec et l’hébreu, une dizaine de langues vivantes, s’intéresse d’abord en curieux au sort des personnes aveugles et, à la suite de Diderot, à leur « psychologie ». En 1771, choqué à la vue d’un triste spectacle mettant en scène des aveugles à la Foire Saint-Ovide, il se passionne pour l’éducation des aveugles et acquiert l’ambition de leur apprendre à lire. 
Dans cette intention, il fait réaliser des caractères spéciaux en relief et mobiles puis, en 1784, entreprend avec succès d’instruire un jeune homme aveugle. À la demande de la Société philanthropique, il prend en charge d’autres jeunes gens aveugles, garçons et filles. L’Institution des enfants aveugles est née. 
Nationalisée en 1791 par l’Assemblée constituante, puis rattachée en 1800 à l’hospice des Quinze-Vingts, l’école reprend son autonomie sous la Restauration, en 1815, sous le nom d’Institution royale des jeunes aveugles. 
C’est dans cette institution que Louis Braille (1809-1852), alors jeune aveugle âgé de 10 ans, entre comme élève en 1819 et y apprend à lire au moyen des caractères en relief imaginés par Valentin Haüy. 
En 1821, Charles Barbier de La Serre,, ancien capitaine d’artillerie passionné d’écriture rapide, vient présenter son système d’écriture nocturne à l’Institution royale des jeunes aveugles. Louis Braille se passionne pour le système ingénieux de points en reliefs inventé par Barbier, mais celui-là présente l’inconvénient de ne transcrire que les sons, supprimant l’orthographe, la grammaire, la ponctuation et ignorant les chiffres. Entreprenant ses propres recherches sur cette base, Louis Braille met alors au point, à l’âge de 16 ans, le système d’écriture qui porte son nom : le braille. Celui-ci fait l’objet en 1829 d’une première publication : Procédé pour écrire les paroles, la musique et le plain-chant au moyen de points à l’usage des aveugles et disposés pour eux. 
Nommé professeur en 1828, Louis Braille poursuit ses travaux et ses recherches au sein de l’Institution, où il meurt à l’âge de 43 ans, en 1852.

### Création de l’association Valentin-Haüy
Quelque quinze années plus tard, l’Institution, installée depuis 1844 dans le bâtiment qu’elle occupe encore aujourd’hui boulevard des Invalides à Paris, et devenue en 1848 l’Institut national des jeunes aveugles (INJA), accueille un nouvel élève, Maurice de La Sizeranne (1857-1924), devenu aveugle par accident à l’âge de 9 ans. 
À la fin de ses études, en 1878, il est nommé professeur de musique à l’INJA. Passionné par le développement du système braille, et notamment par la création d’une nouvelle méthode abréviative de l’écriture braille, il renonce à toute activité professionnelle dès 1880, pour se consacrer entièrement à la cause des aveugles. Il crée des journaux et des revues en braille, dont le Louis Braille et le Valentin Haüy, il crée en 1886 une bibliothèque braille et la « bibliothèque Valentin-Haüy », constituée d’abord de sa bibliothèque personnelle. 
En 1889, il fonde l’association Valentin-Haüy pour le bien des aveugles, dont il assume la fonction de secrétaire général pendant trente-cinq ans, jusqu’à sa mort en 1924.

## Organisation
L’association Valentin-Haüy est une association loi de 1901,. À ce titre, elle est organisée autour d’une assemblée générale, d’un conseil d’administration et d’un président assisté d’un bureau. 
L’association est composée de bénévoles. Son fondateur, Maurice de La Sizeranne, a tenu à inscrire dans les statuts de l’association l’obligation de la parité entre personnes voyantes et personnes déficientes visuelles au sein de ses instances dirigeantes, parité qui s’est révélée source de créativité et d’efficacité.
Au conseil d’administration comme au bureau de l’association, le nombre de déficients visuels est au moins égal à celui des voyants. Un grand nombre de handicapés visuels travaillent également, comme bénévoles ou salariés, au sein de l’association.
L’association Valentin-Haüy est membre du Comité de la charte, organisme français indépendant de contrôle des associations et fondations qui sont agréées comme membres du Comité et qui acceptent de se soumettre à son contrôle. Le Comité de la charte s’assure de la transparence de l’usage des dons et legs dont les associations et fondations membres sont bénéficiaires, et le respect par chacun de ses membres d’une charte de déontologie commune. Le Comité de la charte contrôle en particulier la qualité de la communication de ses membres en s’assurant notamment de la règle qui stipule que « toute information donnée au public doit être fiable, loyale, précise et objective. »

## Activités
L’action de l’association Valentin-Haüy s’appuie sur plus de 3 200 bénévoles, dont environ 2 870 en régions, 426 salariés, voyants ou handicapés visuels, ainsi que sur 18 salariés d'entreprises intervenant dans le cadre du mécénat de compétences ; les ESAT de l'association emploient en outre 145 travailleurs handicapés (qui n'ont pas le statut de salarié). 
Ses très nombreuses activités, développées depuis plus d’un siècle grâce à la générosité de ses donateurs, se répartissent en cinq grands domaines : 

### Activités du siège

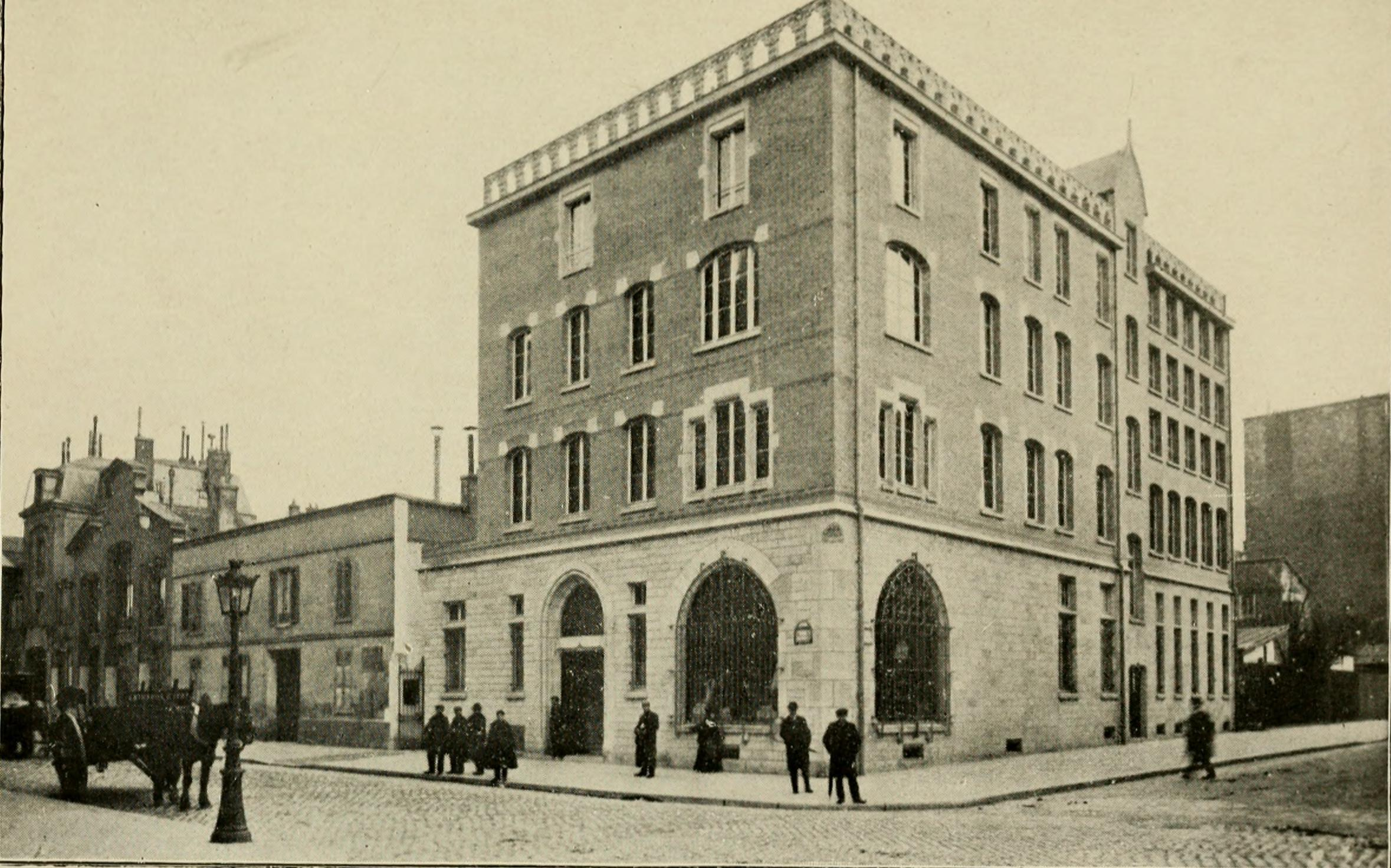
Le siège en 1909.

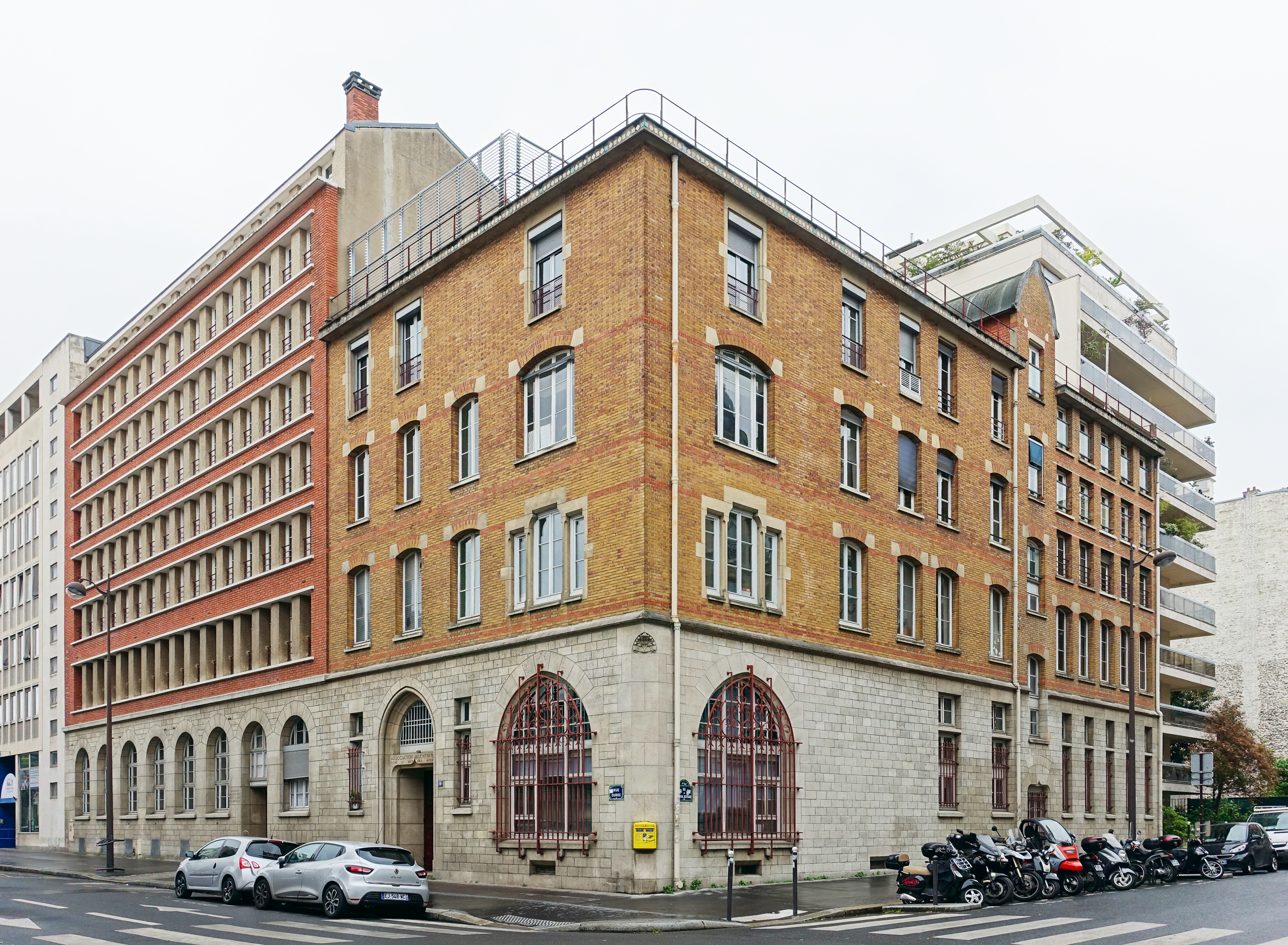
Le siège en 2017.

Le siège, situé n°5 rue Duroc à Paris, pilote l’ensemble des services proposés par l’association et abrite : 
- un service d’action sociale ayant pour mission d’aider, conseiller et orienter les personnes déficientes visuelles. Ce service bénéficie du concours d’assistantes sociales, d’une conseillère en économie sociale et familiale, d’une psychologue, de juristes ;
- une médiathèque[18],[19] qui prête gratuitement aux personnes aveugles ou malvoyantes[20] :
  - plus de 57 000 livres audio (ou livres sonores) au format DAISY disponibles sur CD et en téléchargement dans le cadre du service Éole[21] (également accessible aux handicapés moteurs ou mentaux),
  - 20 000 livres en braille papier intégral et abrégé (200 000 volumes, ce qui représente le plus important fonds braille francophone du monde),
  - 1 100 livres en braille numérique,
  - 10 000 partitions en braille musical,
  - plus de 500 films en audiodescription ,
  - 2 500 ouvrages en gros caractères.

Les  services sont offerts soit sur place, soit à distance par téléphone ou internet.
En plus du prêt de documents, la médiathèque propose des animations autour du livre et des services personnalisés de recherches bibliographiques et d’aide à la recherche documentaire. Les visiteurs disposent d’ordinateurs adaptés, de lecteurs Daisy, de machines à lire, de téléagrandisseurs.
Plus précisément, la médiathèque propose :
- un service d’enseignement du braille par correspondance ;
- un service de vente de matériels adaptés[22], testés et souvent subventionnés par l’association, vendus sur Internet, par correspondance ou en boutique ;
- un centre d’enregistrement permettant d’une part la production de livres audio (ou livres sonores) au format Daisy, d’autre part de films enregistrés avec le procédé audiovision[23] (procédé consistant à introduire des commentaires concis entre les dialogues pour décrire aussi bien le contenu des images que le déroulement de l'action) ;
- un centre d’évaluation et de recherche sur les technologies pour les aveugles et les malvoyants, le CERTAM[24] ;
- une imprimerie braille et gros caractères intégrée depuis 1910, proposant des transcriptions et adaptations de livres (romans et livres pour enfants), de partitions de musique en braille et/ou en noir, de plans en reliefs, de revues et magazines grand public et édités par l'association disponibles sur abonnements, ainsi que des prestations de certifications et corrections de contenus en braille. Ce service est historiquement accessible aux bénéficiaires déficients visuels, aux administrations et services publics, aux petites et grandes entreprises ;
- un pôle central accessibilité[25] travaillant en relation avec les pouvoirs publics, d’autres associations de déficients visuels, les professionnels du bâtiment, les entreprises de transport, pour faire en sorte de rendre utilisables par les personnes aveugles et malvoyantes les éléments de leur environnement : voirie, transports, équipements collectifs, logement, commerces….

### Activités des comités régionaux et locaux
Implantés dans 57 départements métropolitains ainsi qu'à La Réunion et en Nouvelle-Calédonie, les 126 comités régionaux et locaux proposent aux personnes déficientes visuelles des services de proximité  : accueil, conseils, orientation, bibliothèque sonore, activités culturelles, sportives (telles le cécifoot) et de loisir. En fonction de la taille du comité, des services complémentaires sont proposés, tels que des cours de braille, des cours d'informatique adaptée, des séjours de vacances.
Les comités agissent au plan local auprès des instances chargées des questions relatives au handicap, en particulier dans le cadre des maisons départementales des personnes handicapées (MDPH).

### Activités des établissements
Le premier établissement de l’association Valentin-Haüy - « l’Institut Valentin-Haüy de Chilly-Mazarin » - fut fondé en 1900 par Maurice de La Sizeranne. Aujourd’hui l’association gère des établissements réservés aux personnes déficientes visuelles dans divers secteurs d’activité : emploi, formation professionnelle, hébergement, accompagnement à la vie sociale : 
- l’ESAT Witkowska, situé à Sainte-Foy-lès-Lyon, dans le Rhône (69) ;
- l’ESAT & foyer d'Escolore, situé à Égliseneuve-près-Billom, dans le Puy-de-Dôme (63) ;
- l’Entreprise adaptée (ex Atelier protégé) de La Villette, située à Paris 19e ;
- le Centre de distribution de travail à domicile (CDTD) Frère Francès, entreprise adaptée située à Nantes, en Loire Atlantique (44) ;
- le Centre de formation et de rééducation professionnelle (CFRP), situé à Paris 7e
- l’Institut médico-professionnel (Impro) de Chilly-Mazarin, dans l'Essonne (91) ;
- le Centre résidentiel Valentin-Haüy, situé à Paris 19e, regroupant deux résidences pour personnes déficientes visuelles : 
  - une résidence-services pour personnes âgées,
  - une résidence-services pour étudiants et jeunes travailleurs ;
- le Service d’accompagnement à la vie sociale pour déficients visuels (SAVS-DV), situé à Paris 14e, qui a pour objet contribuer à la réalisation du projet de vie de personnes adultes déficientes visuelles,

### Soutien à l’innovation et à la recherche en ophtalmologie
C’est à travers la fondation Valentin-Haüy créée en 2012 qu’est désormais effectué le soutien à l’innovation et à la recherche en ophtalmologie.
En partenariat avec l’association Retina-France, la fondation Valentin-Haüy soutient notamment les recherches menées par l'équipe du Pr Christian Hamel au CHRU de Montpellier dans le domaine de la physiopathologie des dystrophies vitelliformes de la rétine ainsi que celles menées par l'équipe du Pr Dominique Bonneau au CHRU d’Angers dans le domaine des neuropathies optiques héréditaires.

### Aide aux déficients visuels de pays en développement
La solidarité internationale de l’association se manifeste surtout en Afrique francophone. Différentes actions (don de matériel informatique adapté, formation de formateurs aveugles, constitution de bibliothèques braille et sonore…) sont entreprises chaque année pour apporter une aide aux déficients visuels de ces pays où les besoins sont immenses.

## Présidents et secrétaires généraux de l'association Valentin-Haüy
Bien que ce ne soit pas prévu par les statuts, traditionnellement, depuis la création de l’association, le président est voyant et le secrétaire général est aveugle.

### Liste des présidents
- 1889-1896 : Jules Simon
- 1896-1909 : François Coppée
- 1909-1918 : Gustave Noblemaire
- 1918-1933 : Général Balfourier
- 1933-1937 : Aimé de Fleuriau
- 1937-1946 : Général Weygand
- 1946-1961 : René Doynel de Saint-Quentin
- 1961-1972 : Pierre-Eugène Fournier
- 1972-1979 : Henry Bizot
- 1979-1984 : Christian de Margerie
- 1984-1996 : Maître Robert Benoist
- 1996-2007 : Patrick Champetier de Ribes
- 2007-2014 : Gérard Colliot
- 2014-2016 : Patrice Legrand
- 2016-2018 : Gérard Colliot
- 2018-2020 : Gabriel de Nomazy
- Depuis 2020 : Sylvain Nivard

### Liste des secrétaires généraux
- 1889-1924 : Maurice de La Sizeranne
- 1924-1933 : Pierre Villey
- 1933-1964 : Lieutenant Louis Renaux
- 1964-1980 : Pierre Schneider-Maunoury
- 1980-1987 : Michel Jacquin
- 1987-1997 : Louis Ciccone
- 1997-2000 : Jean Désormeaux
- 2000-2009 : Françoise Madray-Lesigne
- 2009-2013 : Jean-Marie Cierco
- 2013-2018 : Bernard Serre
- 2018-2019 : Pierre Duchet-Suchaux
- 2019-2020 : Pierre Tricot
- 2020 : Sylvain Nivard
- 2020 : Bruno Grêlé